# Thung lũng Darkhad

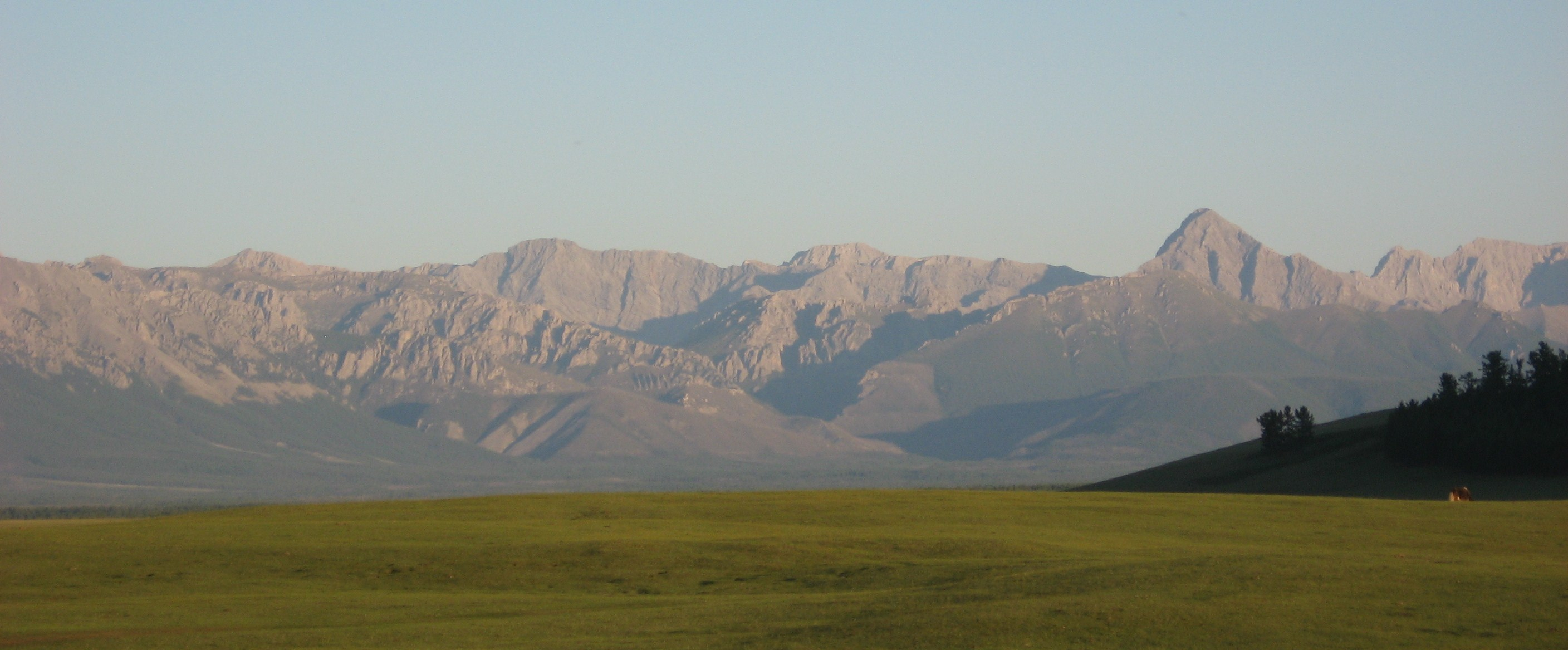
Thung lũng Darkhad

Thung lũng Darkhad (Tiếng Mông Cổ: Дархадын хотгор) là một thung lũng lớn ở phía tây bắc tỉnh Khövsgöl, Mông Cổ. Nó nằm giữa dãy Ulaan Taiga và Khoridol Saridag với độ cao khoảng 1600 m, dài khoảng 160 km và rộng 40 km. Diện tích là 4270 km². Nó được chuyển quyền sở hữu từ Cộng hòa Nhân dân Tannu Tuva sang Cộng hòa Nhân dân Mông Cổ vào năm 1925 như một sự nhượng bộ của Liên Xô đối với người Mông Cổ - những người muốn sáp nhập lãnh thổ Tannu Uriankhai vào đất nước của họ.
Thung lũng này rất phong phú về hồ và sông, trong đó lớn nhất là hồ Dood Tsagaan và sông Shishged. Khu vực này được biết đến với môi trường tự nhiên, nhưng tương đối xa và không thể tiếp cận ngay cả theo tiêu chuẩn của Mông Cổ.
Thung lũng Darkhad được phân chia giữa Ulaan-Uul, Renchinlkhümbe và Tsagaannuur. Dân cư chủ yếu là người Darkhad (tên thung lũng bắt nguồn từ đó) và một số người Tsaatan.